# OKレッドスター・ベオグラード
オドボイカシュキ・クルブ・ツルヴェナ・ズヴェズダ（セルビア語: Одбојкашки клуб Црвена звезда, セルビア・クロアチア語: Odbojkaški klub Crvena zvezda, 英語: Red Star Volleyball Club）は、セルビアのベオグラードを本拠地とするバレーボールクラブである。

## タイトル

### 男子

#### リーグ
- ユーゴスラビアリーグ：5回
  - 1951, 1954, 1956, 1957, 1973-74

- ユーゴスラビア / セルビア・モンテネグロリーグ：1回
  - 2002-03

- セルビアリーグ：6回
  - 2007-08, 2011-12, 2012-13, 2013-14, 2014-15, 2015-16

#### カップ
- ユーゴスラビアカップ：5回
  - 1959-60, 1972, 1973, 1975, 1991

- ユーゴスラビア / セルビア・モンテネグロカップ：3回
  - 1993, 1997, 1999

- セルビアカップ：6回
  - 2008-09, 2010-11, 2012-13, 2013-14, 2015-16, 2018-19

#### スーパーカップ
- セルビアスーパーカップ：5回
  - 2011, 2012, 2013, 2014, 2016

### 女子

#### リーグ
- ユーゴスラビアリーグ：18回
  - 1959, 1962, 1963, 1964, 1965, 1966, 1967, 1969, 1970, 1971, 1972, 1975, 1976, 1977, 1978, 1979, 1982, 1983

- ユーゴスラビア / セルビア・モンテネグロリーグ：5回
  - 1992, 1993, 2002, 2003, 2004

- セルビアリーグ：4回
  - 2010, 2011, 2012, 2013

#### カップ
- ユーゴスラビアカップ：10回
  - 1960, 1961, 1962, 1972, 1974, 1977, 1979, 1982, 1983, 1991

- ユーゴスラビア / セルビア・モンテネグロカップ：2回
  - 1992, 2002

- セルビアカップ：5回
  - 2010, 2011, 2012, 2013, 2014

## 歴代所属選手

### 男子
- ウラジミール・バテズ
- ジェリコ・タナスコビッチ
- ボヤン・ヤニッチ
- デヤン・ボヨビッチ
- マルコ・サマルジッチ
- ヴラド・ペトコビッチ
- ニコラ・コバチェビッチ

### 女子
- アーニャ・スパソイエビッチ
- イバナ・ジェリシロ
- マーヤ・オグニェノビッチ
- イバナ・イサイロビッチ
- ステファナ・ベリコビッチ
- イヴァナ・ネーショヴィッチ
- ボヤナ・ジブコビッチ
- ナジャ・ニンコビッチ
- イエレナ・ブラゴイェビッチ
- サーニャ・マラグルスキ
- アナ・ビエリツァ
- ヨバナ・ステバノビッチ
- ミナ・ポポビッチ
- テオドラ・プシッチ
- ヴェスナ・ジュリシッチ
- ボヤナ・ミレンコビッチ
- ティヤナ・マレセビッチ